# Місис Генрі Вуд
Еллен Вуд (англ. Ellen Wood; 17 січня 1814, Вустер, Вустершир, Західний Мідленд, Англія, Сполучене Королівство Великої Британії та Ірландії — 10 лютого 1887, Лондон) — англійська письменниця. Більше відома під літературним псевдонімом Місис Генрі Вуд (англ. Mrs. Henry Wood).

## Біографія
Еллен Прайс народилася у родині заможного торговця. З дитинства страждала важкою формою викривлення хребта, тому більшу частину часу їй доводилося проводити лежачи або сидячи в спеціальному кріслі з високою спинкою. За спогадами сина, вона не могла втримати в руках предметів, що були важчі від парасольки або книжки. Довгі прогулянки взагалі були для неї зовсім недоступні. Крім того, через хворобу Еллен так і не виросла, залишившись на зріст близько п'яти футів. До семи років виховувалася бабусею і дідусем. В цей час її колом спілкування зазвичай були слуги, які вміли захопили її місцевими історіями, розповідями про привидів і надприродних явищах (багато з цих оповідань увійдуть до її роману «Неприємності місис Галлібертон» (1862).
У 21 рік одружилася з банківським працівником Генрі Вудом і, незважаючи на проблеми зі здоров'ям, народила п'ятьох дітей. Двадцять років родина мешкала у Франції, а після повернення до Великої Британії оселилася в передмісті Лондона. Коли у її чоловіка виникли фінансові труднощі, в пошуках заробітку відгукнулася на оголошення у газеті, яка провидила літературний конкурс. Перший роман Еллен Вуд «Дейнсбері Хаус» здобув головний приз з винагородою у 100 фунтів (1860). Водночас існує думка, що вона вже мала літературний досвід, але публікації були не під власним ім'ям.
На той час переважна більшість авторів детективного жанру були чоловіками, а видавці та читачі були не дуже готові визнати за жінками право літературного голосу. Перші твори друкувала «від імені» свого чоловіка. Здобувши визнання, перестала приховувати справжнє ім'я — але літературна громада вже так звикла до письменника на ім'я Генрі Вуд, що виявилося простіше додати до нього уточнення «місис».
1861 року вийшов найвідоміший роман — «Іст-Лінн». Книгу надрукувало видавництво «Bentley». Цей твір мав величезний успіх, тираж книги тільки в Англії склав 200 тисяч примірників. Був перекладений на інші мови, зокрема у Російській імперії вийшов 1864 року під назвою «Таємниця Іст-Ліннського замку». По книзі ставилися п'єси, що мали успіх, як, наприклад, триактна драма «Міс Мюльтон» французького автора Адольфа Біло. Роман неодноразово екранізувався. Перший фільм був знятий в 1902 року на батьківщині письменниці; остання екранізація — телевізійна постановка 1982 року (також Велика Британія).
Загалом Еллен Вуд написала близько 30 романів і понад 100 оповідань. Місис Генрі Вуд вважається основоположником «серіального детектива» — в її творах діяли, як правило, одні й ті ж персонажі. Велика частина оповідань ведеться від імені Джонні Ладлоу, юного джентльмена, який проживає разом зі своєю мачухою, місис Тодхетлі, її чоловіком, сквайром Тодхетлі та їхніми дітьми. Родина Тодхетлі постійно потрапляє в різні ситуації, але Джонні знаходить вихід навіть з найбільш складних і таємничих подій..
Померла Еллен Вуд 10 лютого 1887 року від бронхіту, залишивши досить значний для того часу спадок у 36 тисяч фунтів.